# Ferrari F430
Ferrari F430 är en sportbil utvecklad av Ferrari och tillverkad mellan 2004 och 2009.

## F430 Coupe/Spider
F430 presenterades 2004 och började säljas i november samma år. Som företagets volymmodell ersatte den Ferrari 360 i och med lanseringen, den har dock tekniskt mycket gemensamt med sin föregångare. Motorn är däremot av helt ny konstruktion och utvecklades tillsammans med Maserati.
Fordonet tillverkas i två karosserier: som coupé och cabriolet (kallas för Spider).

## 430 Scuderia
På Frankfurt-mässan 2007 introducerades tävlingsversionen Scuderia. Den har starkare motor och lägre vikt.
Den behöver 60 millisekunder för att genomföra en växling, lika snabbt som Scuderia Ferraris Formel 1-bil från 2005. Ferrari 430 Scuderia var konkurrent med bland annat Lamborghini Gallardo LP670-4 Superleggera. 

## Tekniska data

### Motor
- Typ: Mittmonterad V8 (sugmotor), 4 ventiler/cylinder
- Borrning/slaglängd: 92 mm/81 mm
- Slagvolym: 4308 cm³
- Effekt: 360 kW (490 hk) vid 8 500 v/min (Berlinetta/Spider)
- Effekt: 375 kW (510 hk) vid 8 500 v/min (Scuderia)
- Vridmoment: 442 Nm vid 5 250 v/min (Berlinetta/Spider)

### Prestanda
- Toppfart: 315 km/h
- Acceleration, 0–100 km/h: 4.0 sekunder.

Scuderia gör 0-100 på 3,63sek och toppfart på 320km/h.

### Övrigt
- Vikt: 1450 kg (Berlinetta)
- Vikt: 1350 kg (Scuderia)

## Bilder

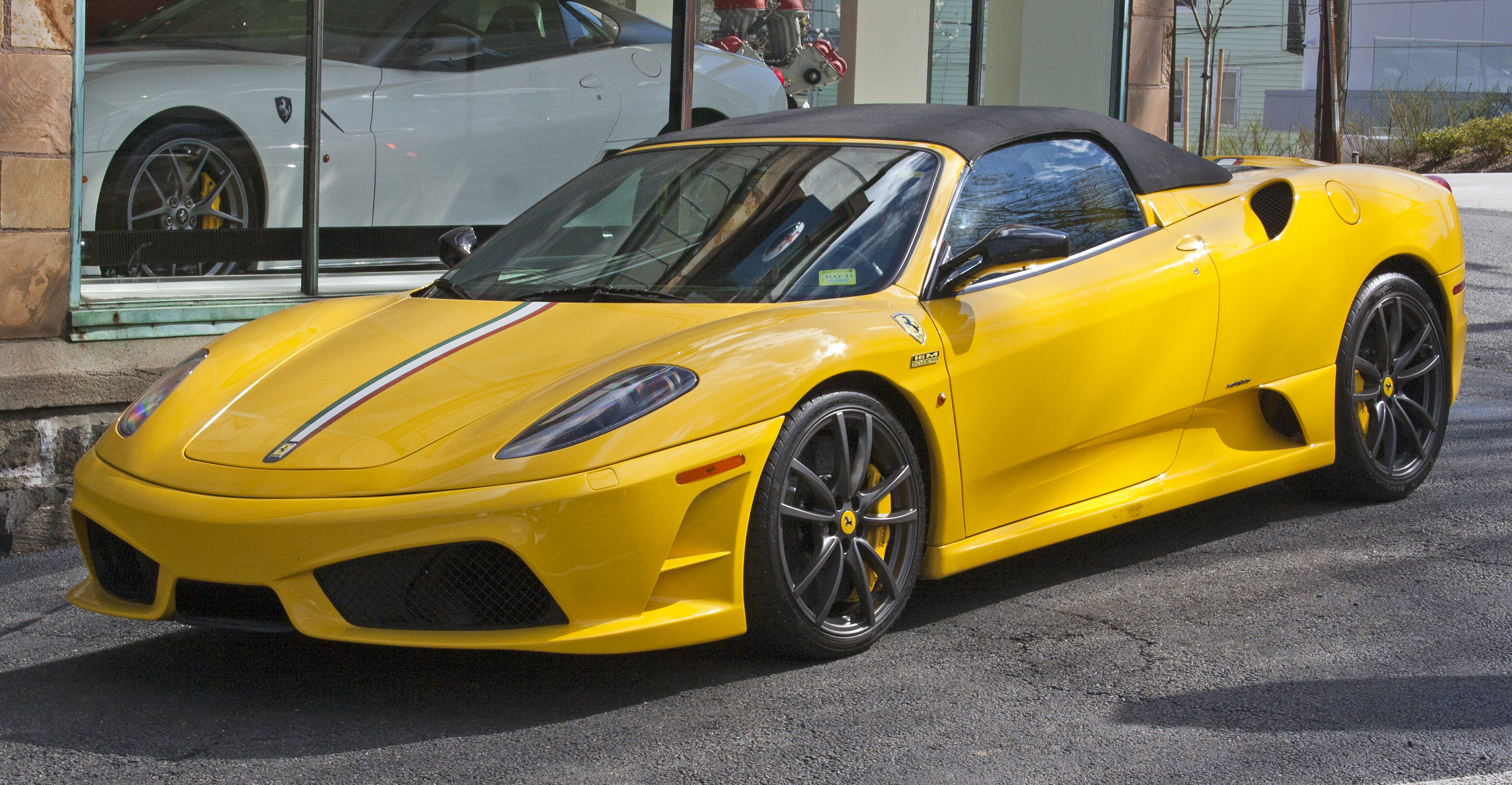
Ferrari 430 Scuderia Spider 16M
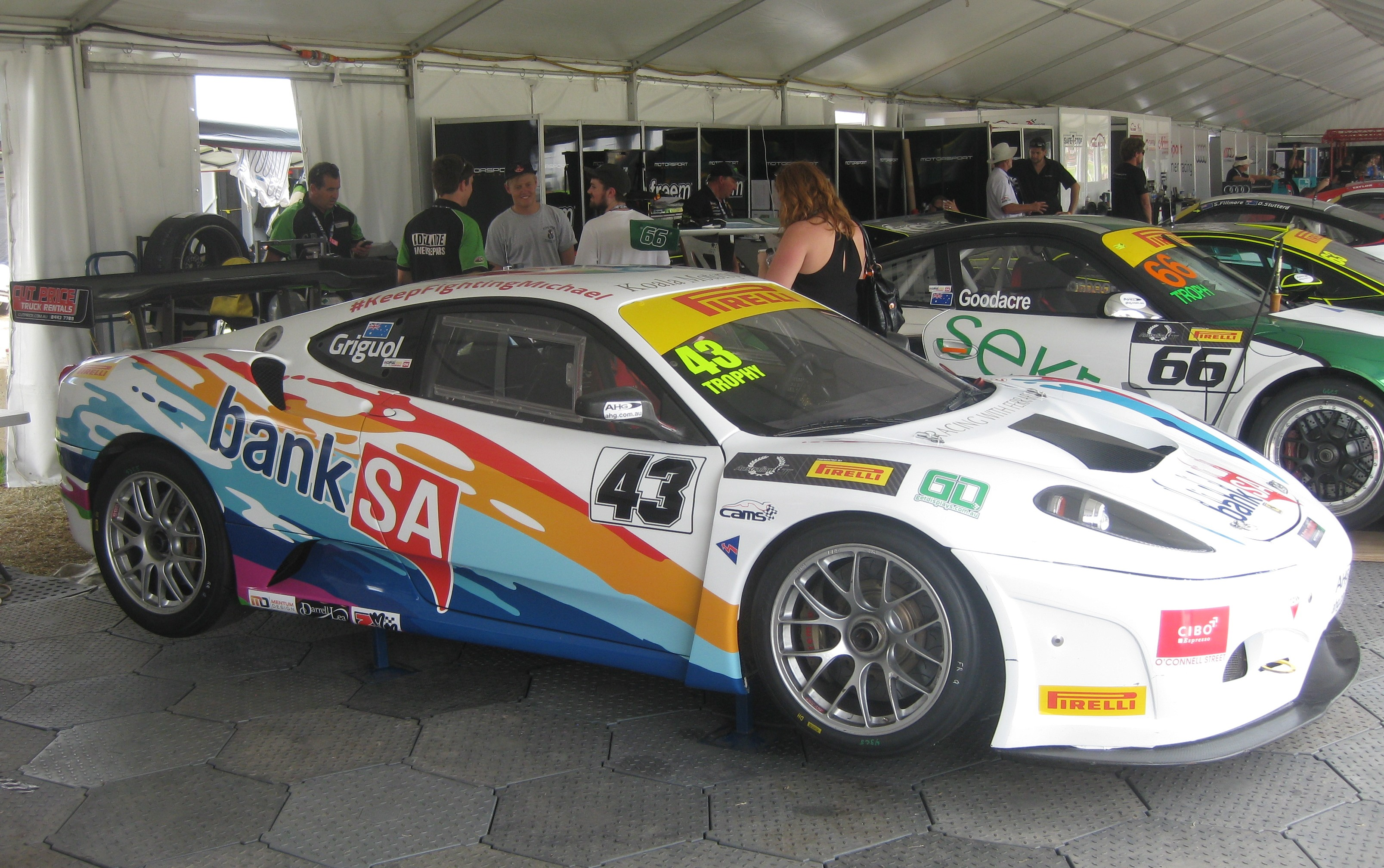
Ferrari F430 GT3